# Re di Dublino

## Re di Dublino
- Thorgest 839–845
- Amlaíb Conung 853–873
- Ímar 856–873
- Auisle  853–867
- Eystein Olafsson 873–875
- Halfdan Ragnarsson 873/875–877
- Bard 875/877–881
- mac Auisle   881–883
- Eoloir Jarnknesson?–?
- Sichfrith Ivarsson 883?–888
- Sigtrygg (Sitric) Ivarsson 888–893
- Sichfrith Jarl   893–894
- Sigtrygg (Sitric) Ivarsson 894–896
- Ivar 893–902

Dublino fu abbandonata dai norvegesi dal 902 al 917
- Sigtryggr (Sitric Cáech)                  917–921
- Guðrøðr (Gofraid ua Ímair)                                   921–934
- Óláfr Guðrøðarson (Amlaíb mac Gofraid) 934-939
- Blákári Guðrøðsson (Blácaire mac Gofraid) 939–945 e 947–948
- Óláfr Sigtryggsson (Amlaíb Cuarán) 945–947 e 952–980
- Blákári Guðrøðsson (Blácaire mac Gofraid) 939–945 e 947–948
- Járnkné Óláfsson (Glúniairn)                     980–989
- Ivar di Waterford 989-993
- Sigtrygg Barba di Seta Óláfsson (Sitric) 993–1036
- Echmarcach mac Ragnaill 1036–1038
- Ivar Haraldsson                               1038–1046
- Echmarcach mac Ragnaill 1046–1052
- Murchad mac Diarmata mac Mael na mBo          1052–1070
- Diarmait mac Máel na mBó 1070–1072
- Domnall mac Murchada mac Diarmata             1070–1072
- Gofraid mac Amlaib mac Ragnaill               1070–1072
- Toirrdelbach ua Briain                        1072–1074?
- Muirchertach mac Toirrdelbach ua Briain       1074–1086
- Enna mac Diarmata mac Mael na mBo             1086–1089
- Donnchad mac Domnail Remair mac Mael na mBo   1086–1089
- Gofraid Meranach                         dopo 1091–1094
- Domnall mac Muirchertaig ua Briain          ca. 1094–1118
- Donnchad mac Murchada mac Diarmata            ????–1115
- Diarmat mac Enna                              1115–1117
- Enna mac Donnchada mac Murchada               1118–1126
- Conchobair mac Tiorrdelbach Ua Conchobair     1126–1127
- Thorkell                                      fl.1133
- Ragnall Thorgillsson 1136–1146
- Conchobair Ua Briain                          1141–1142
- Óttar Óttarsson e Ragnall Thorgillsson    1142-1146
- Ottar Ottarsson                               1146–1148
- Brotar Thorgillsson                           1146–1160
- Hasculf Thorgillsson                          1160–1171

### Fonti
- Annali dell'Ulster
- Annali dei quattro maestri
- Annali di Inisfallen
- Annali frammentari d'Irlanda
- Cogad Gáedel re Gallaib
- Cronaca degli Scoti

### Studi
- Downham C (2007), Viking Kings of Britain and Ireland : The Dynasty of Ívarr to A.D. 1014, Edimburgo, Dunedin Academic Press, ISBN 978-1-903765-89-0.
- Forte A, Oram R, Pedersen F (2005), Viking Empires, Cambridge University Press, ISBN 0-521-82992-5.
- Helle K [a cura di] (2003), The Cambridge History of Scandinavia. Volume 1: Prehistory to 1520, Cambridge University Press, ISBN 0-521-47299-7.
- Holman K (2007), The Northern Conquest : Vikings in Britain and Ireland, Oxford, Signal.
- Hudson BT (2005), Viking Pirates and Christian Princes: Dynasty, Religion, and Empire in the North Atlantic, Oxford.
- Jones G (1984), A History of the Vikings, ed. riv., Oxford University Press, ISBN 9780192158826.
- Ó Corráin D (1997), Ireland, Wales, Man and the Hebrides, in Sawyer P [a cura di] (1997), The Oxford Illustrated History of the Vikings, Oxford University Press, ISBN 0-19-285434-8,
- Ó Corráin D (1998), The Vikings in Scotland and Ireland in the Ninth Century, in Peritia, 12: 296–339.
- Ó Cróinín D (1995), Early Medieval Ireland 400–1200, Londra, Longman, ISBN 0-582-01565-0.
- Sigurðsson JV [e] Bolton Timothy [a cura di] (2013), Celtic-Norse Relationships in the Irish Sea in the Middle Ages 800-1200, Brill, ISBN 978-90-04-25512-8.
- Valante MA (2008), The Vikings in Ireland: Settlement, Trade, and Urbanization, Four Courts.
- Woolf A (2002), Age of Sea-Kings: 900-1300, in Donald O [a cura di] (2002), The Argyll Book, Edimburgo, Birlinn, pp. 94–109.
- Woolf A (2007), From Pictland to Alba, 789–1070, in The New Edinburgh History of Scotland, Edinburgh University Press, ISBN 978-0-7486-1234-5.